# The Real Ghostbusters
The Real Ghostbusters (no Brasil e em Portugal, Os Caça - Fantasmas) foi uma série animada norte-americana da década de 1980 baseado no filme homônimo de 1984. O desenho foi produzido pela Sony Pictures Television, DiC Entertainment e Coca-Cola e foi exibido originalmente pela ABC. No Brasil foi exibido pela Rede Globo.
O "The Real" ("Os Verdadeiros") do título foi adicionado depois de um briga judicial com a Filmation, que já possuía um desenho animado com o título de Ghost Busters (Os Fantasmas no Brasil) - Uma continuação da série live-action homônima ao filme, The Ghost Busters (anos 70) que no Brasil era intitulado Trio Calafrio. Essa série continuava as aventuras dos investigadores paranormais Dr. Peter Venkman, Dr. Egon Spengler, Winston Zeddemore, Dr. Ray Stantz, sua secretária Janine Melnitz e seu mascote fantasma Geleia (Slimer, no original).
Houve também duas séries de história em quadrinhos, uma publicada mensalmente nos EUA pela NOW Comics e outra publicada no Reino Unido pela Marvel Comics, além de uma popular linha de brinquedos produzida pela Kenner.

## Personagens
O Dr. Peter Venkman é o desencanado do grupo. Mesmo não sendo oficialmente o líder, Venkman geralmente toma decisões mesmo quando não perguntado. Está sempre envolvido em situações cômicas e geralmente não é levado muito a sério. Dr. Egon Spengler, um gênio da ciência, costuma ser a fonte primária do grupo para entender os casos, ou mesmo para saber como combater o inimigo. Com sua habilidade em teorias, em vários episódios é ele quem mostra como solucionar os problemas, mesmo quando esses parecem não ter solução. Dr. Ray Stantz é o segundo na lista dos mais inteligentes do grupo e costuma ser o personagem que coloca em prática as teorias de Egon com seus inventos e tecnologia. Também costuma ser o mais brincalhão e otimista do grupo, além de ser o único que várias vezes consegue entender o que Egon tem a dizer. Winston Zeddemore é o corajoso e mais forte do grupo. É o mais habilidoso com a mochila de prótons, até de ser o motorista oficial do Ecto-1, carro por qual nutre grande paixão.E o quinto Caça Fantasma é o fantasminha Geléia (Slimer no horiginal) que é o mascote do grupo e comilão inveterado , mas ajuda os Caça Fantasmas em suas missões 

## Desenvolvimento
Um curto episódio piloto foi produzido, mas jamais foi ao ar completamente. Algumas cenas podem ser vistas em alguns videos promocionais e na abertura da série. Assim como a maioria dos pilotos, esse episódio curto tem várias diferenças do resultado final. Na maior parte, as diferenças fazem lembrar o filme, como por exemplo, a barba por fazer de Peter Venkman que fazia se assemelhar com Bill Murray, os caça-fantasmas usando seus uniformes originais e Geleia aparecendo como um fantasma mal como era no filme. Algumas cenas do piloto foram editadas e usadas na abertura da série, sendo a mais notável a aparição de Stay Puft, o "Homem de "Marshmallow. Outras cenas do piloto, como quando Ray acorda com um brinquedo do Sr. Stay Puft, quando o time desce o cano dos bombeiros e um dos inimigos sobrevoam o céu foram usadas na abertura especial de Halloween.
O dublador da versão americana de Egon, Maurice LaMarche, disse que os diretores de dublagem pediram que ele não tentasse incorporar o ator Harold Ramis, mas que fizesse algo à parte. LaMarche mencionou isso porque, supostamente, Bill Murray teria questionado o fato de Lorenzo Music (dublador do personagem Peter Venkman nas duas primeiras temporadas) ter a voz parecida com a do personagem Garfield e não com a dele. A partir da terceira temporada, Dave Coulier assumiu a voz do personagem. Isso soa um tanto irônico, já que Bill Murray dublou, anos mais tarde, o personagem Garfield no filme em live-action. O único dublador que quase foi o ator do mesmo personagem foi Ernie Hudson, que seria na série animada o personagem Winston Zeddemore novamente, mas ele foi substituído na última hora por Arsenio Hall. A versão brasileira é composta dos mesmos dubladores do filme.
Depois do sucesso do filme, a série animada se baseou na produção do cinema. Ao mesmo tempo em que The Real Ghostbusters era criada, a empresa Filmation começou a produção de seu desenho animado com o nome The Original Ghostbusters, uma continuação de uma outra série dos anos 70 chamada The Ghost Busters (note que essa série era grafada em duas palavras, diferentemente do filme, grafada em apenas uma). A Columbia Pictures não pode usar o mesmo nome do filme e incluiu "The Real" ("Os Verdadeiros") para não ter mais problemas com a Filmation. Com essa pequena rivalidade entre as empresas, houve um episódio em que um espiritualista charlatão apareceu na série sendo muito semelhante a Jake Kong, personagem do desenho da Filmation. Cada personagem feito por Jim McDermott tinha características parecidas com os atores do filme, porém com algumas pequenas diferenças.

### Desenvolvimento dos Personagens
Priorizando o horário nobre em setembro de 1986, dois videos promocionais foram lançados para gerar interesse do público na animação. Nesses dois videos, personagens, equipamentos e veículos acabaram ficando na versão final também.
Alguns dos personagens do filme fazem aparições na animação. Stay Puft, o "Homem de Marshmallow", aparece inúmeras vezes. Em um dos episódios, Walter Peck, da Agência de Proteção Ambiental, também participa. O uniforme dos caça-fantasmas mudam também sendo característicos da cada personagem. Egon se caracteriza por um macacão verde-azulado, Ray com um bege (sendo o único com um uniforme semelhante ao dos filmes), Peter com uniforme marrom e Winston com macacão branco-gelo. Geleia passou a ser integrante do grupo e a morar com os caça-fantasmas no antigo edifício dos bombeiros, motivo explicado no episódio "Citizen Ghost" (Cidadão Fantasma) em um flashback em que vários eventos do filme aparecem.
Depois do filme Ghostbusters II nos cinemas, o personagem Louis Tully foi introduzido na série com a versão americana sendo dublada por Rodger Bumpass. No episódio "Partners in Slime" ("Parceiros na Gosma"), Peter é coberto pela mesma gosma do segundo filme.
"Elementary, My Dear Winston" ("Elementar, meu caro Winston"), episódio baseado nos contos de Sherlock Holmes, é o único em que etiquetas com os nomes dos caça-fantasmas aparecem em seus uniformes, assim como acontece nos filmes. Já no episódio "Partners in Slime" ("Parceiros na Gosma"), a gosma que se altera conforme a reação das pessoas a seu redor era amarela na séria animada, enquanto no filme tinha uma cor avermelhada. Esse é o único episódio que faz claras referências ao segundo filme, como a inclusão de Louis Tully e a mudança no penteado de Janine, para deixá-la parecida com Annie Potts, atriz que a interpretou no filme.
Os cerberus do primeiro filme também aparecem na série animada, porém com uma cor azulada, diferentemente da cor escura dos filmes. Eles aparecem pela primeira vez no episódio "Egon's Ghost" (O Fantasmas de Egon), mas não há menção aos nomes Zuul ou Vinz. Gozer também é mencionado, quando Egon diz que Cthulhu faz Gozer parecer uma garotinha assustada, na versão original.

### Clima Sombrio
Nos primeiros 78 episódios, o roteirista J. Michael Straczynski deu um clima mais sombrio a série, normalmente não vista em séries animadas acostumadas a serem exibidas nas manhãs de sábado. Depois, a série ganhou um ar mais voltado ao folclore, crenças populares e alguns personagens característicos do feriado de Halloween, por exemplo, passam a ser mais constantes. Há também referências a outras séries animadas, como as Tartarugas Ninjas no episódio "Mean Green Teen Machine" (Significa Máquina Jovem Verde) e a filmes famosos como Star Wars e Batman.

### Geleia e os Caça-Fantasmas
Percebendo o apelo infantil do personagem Geleia, a série foi renomeada em 1988. No nome original, "The Real Ghostbusters" passou a ser "Slimer! and the Real Ghostbusters", enquanto na versão brasileira passou de "Os Caça-fantasmas" para "Geleia e os caça-fantasmas". Houve também mudanças nos traços dos personagens, sempre evoluindo e ganhando mais detalhes, além da série ser distribuída em vários outros canais americanos.

## Spin-offs
Em 1988, com o sucesso da série animada e com a popularidade do personagem Geleia, esse ganhou uma série própria, mais curta e com enredo mais simples, voltado para um público ainda mais jovem, onde Geleia tinha maior apelo.
Slimer! (Geleia! - eventualmente também intitulado como "As aventuras de Geleia") era baseada em histórias simples do personagem principal com alguns amigos como Fred, o cachorro, Junior, Catherine e Jason. Chilly Cooper, um motorista de um caminhão de sorvetes, Luigi um chefe italiano, Manx um gato, Brusier um cachorro da vizinhança, Morris Grout gerente do hotel Sedgewick e o professor Norman Dweeb, um cientista mal com uma poodle chamada Elizabeth.
Geleia também participou de um especial que reuniu vários outros personagens de desenhos famosos chamado Cartoon All-Stars to the Rescue, ao lado de Alf, Michelangelo das Tartarugas Ninjas, alguns Smurfs, outros dos Muppet Babies e vários mais.

### Extreme Ghostbusters
Em 1997, atendendo pedidos de uma nova franquia, uma breve sequência foi produzida chamada Extreme Ghostbusters (Os Novos Caça-fantasmas no Brasil). Um grupo de jovens liderados por um velho Egon, Janine e Geleia. Os outros três caça-fantasmas originais só aparecem em um episódio, voltando da aposentadoria.

## Dubladores

### Originais
- Peter Venkman ... Lorenzo Music (temporadas 1 e 2), Dave Coulier (temporadas 3 a 7)
- Egon Spengler ... Maurice LaMarche
- Ray Stantz and Slimer ... Frank Welker
- Winston Zeddemore ... Arsenio Hall (temporadas 1 e 2), Buster Jones (temporadas 3 a 7)
- Janine Melnitz ... Laura Summer (temporadas 1 e 2), Kath Soucie (temporadas 3 a 7)
- Louis Tully ... Rodger Bumpass (temporadas 5 e 6)
- Rafael ... Charlie Adler
- Professor Dweeb ... Jeff Altman
- Mrs. Van Huego ... Fay DeWitt
- Catherine ... April Hong
- Jason ... Katie Leigh
- Stay Puft Marshmallow Man ... John Stocker e em um episódio, Frank Welker
- Donald ... Danny McMurphy
- Morris Grout ... Alan Oppenheimer
- Chilly Cooper ... Cree Summer
- Luigi and Bud ... Danny Mann
- Rudy ... Jeff Marder

### Brasileiros
- Jorge Barcellos - Egon
- Flávio Dias - Ray
- Antônio Moreno - Winston
- Ézio Ramos - Peter
- Márcia Gomes - Janine
- Sônia Perez - Geleia
- Wendel Bezerra - Louis Tully

- Estúdio: BKS